# James Hay (danzatore)
James Hay (29 luglio 1989) è un danzatore britannico.

## Biografia
James Hay è nato nel Berkshire nel 1989 e ha cominciato a studiare danza alla Linda Butler School of Dance prima di essere ammesso alla Royal Ballet School all'età di otto anni. L'anno successivo, nel 1999, ha fatto il suo esordio al Covent Garden ne La bella addormentata. Nel 2007 ha vinto il Prix de Lausanne e l'anno seguente è stato scritturato dal Royal Ballet. Nel 2011 è stato promosso al rango di primo artista, nel 2012 a solista e nel 2015 al rango di primo solista.
Nel corso della sua carriera al Covent Garden ha danzato in molti ruoli di rilievo, tra cui quello dell'eponimo protagonista ne Lo schiaccianoci di Peter Wright, Florizel in The Winter's Tale di Christopher Wheeldon, Benno ne Il lago dei cigni di Liam Scarlett, il Principe Florimund e l'uccello azzurro ne La bella addormentata di Marius Petipa, Mercuzio nel Romeo e Giulietta di Kenneth MacMillan e Lescaut nella Manon di MacMillan. Oltre ad aver danzato in coreografie di George Balanchine e Wayne McGregor, Hay è un apprezzato interprete dell'opera di Frederick Ashton e ha ottenuto il plauso della critica per le sue interpretazioni nei ruoli di Puck in The Dream, Kolia in A Month in the Country, una sorellastra in Cenerentola e del protagonista maschile in Rhapsody accanto a Francesca Hayward.

## Filmografia
- Romeo and Juliet: Beyond Words - film TV (2019)